# Agnes von Oppeln
Agnes von Oppeln (* 1360; † 1. April 1413) war die zweite Frau des Markgrafen Jobst von Mähren aus dem Haus der Luxemburger, Markgraf von Mähren und Brandenburg und (1410) gewählter deutscher König.
Ihre Eltern waren der Oppelner Herzog Bolko II. und Elisabeth, Tochter des Herzogs Bernhard von Schweidnitz. Nachdem Elisabeth von Oppeln, Nichte von Agnes und erste Frau des Markgrafen Jobst, nach nur zweijähriger Ehe im Alter von 14 Jahren verstorben war, heiratete Jobst 1374 Agnes von Oppeln. Da auch diese Ehe kinderlos blieb, war Jobst der letzte Luxemburger, der über die Markgrafschaft Mähren herrschte. Jobst wurde 1410 zum König des Heiligen Römischen Reichs gewählt, starb jedoch wenige Monate danach am 18. Januar 1411. Agnes starb zwei Jahre später.